# Nikola Žigić
Nikola Žigić (in serbo Никола Жигић?; Bačka Topola, 25 settembre 1980) è un allenatore di calcio ed ex calciatore serbo, di ruolo attaccante.

## Caratteristiche
Con 202 centimetri di altezza, Žigić era la classica prima punta molto abile nel colpi di testa, che giocava di sponda per i compagni.

## Carriera

### Club
A partire dal 1990, anno nel quale si aggrega alle giovanili del Bačka Topola, club della sua città natale, e fino al 2003, Žigić ha militato in club minori del campionato serbo, destando però grande impressioni per la sua notevole prolificità vicino alla porta. In gare ufficiali, infatti, segna ben 100 gol in 5 anni nel periodo 1998-2003, prima fase della sua carriera da professionista.
Dopo questo grande periodo iniziale, viene notato da un importante club della capitale, famoso anche per un glorioso passato europeo, la Stella Rossa. Nella sua prima stagione in bianco-rosso realizza 19 reti in campionato, chiudendo da capocannoniere e favorendo la vittoria del titolo da parte della sua squadra. In totale, nei 3 anni trascorsi a Belgrado, gioca 110 partite e segna 71 volte in tutte le competizioni (Coppa di Serbia, SuperLiga e coppe europee).
Il 29 agosto 2006 firma un quadriennale con gli spagnoli del Racing Santander. Il 1º aprile 2007 segna la sua prima tripletta nella Primera División, in un vittorioso 5-4 contro l'Athletic Club. Insieme all'esperto Pedro Munitis forma la coppia d'attacco della squadra, andando in rete 12 volte in campionato.
Il 9 agosto il Valencia annuncia sul proprio sito di aver trovato l'accordo per il trasferimento del giocatore per la cifra di 20 milioni di euro. Dopo i test medici, Žigić viene presentato ufficialmente al Mestalla con la maglia numero 18. Il primo e il secondo gol arrivano il 13 novembre in Coppa del Re contro il Real Unión Irún, e sono determinanti per ribaltare l'1-0 iniziale del 1-2 finale. Nonostante questo, però, viene utilizzato dall'allenatore Ronald Koeman quasi sempre come sostituto. Il suo primo ed unico gol in campionato arriva il 22 dicembre contro il Real Saragozza, in un'altra rimonta del Valencia chiusasi sul 2-2.
Dopo alcune voci che lo volevano in Premier League per la stagione 2008-2009, ed un prestito rifiutato al Racing Santander, Žigić rimane al Valencia, stavolta con la maglia numero 12 precedentemente appartenuta al portoghese Marco Caneira. Dopo essere stato schierato solo in Coppa del Re e Coppa UEFA, a dicembre viene ufficializzato il proprio ritorno in prestito al Racing Santander fino alla fine della stagione. Il 4 gennaio 2009 alla sua prima partita della seconda esperienza cantabrica segna l'unica rete della vittoria sul Valladolid, ripetendosi due giornate dopo contro il Getafe e di nuovo la settimana successiva (25 gennaio) contro il Siviglia. Conclude il prestito con 13 gol in appena 19 partite, il migliore della squadra, per poi ritornare al Valencia.
Nel giugno 2009 alcune voci parlando di un suo trasferimento al Sunderland, ma alla fine nulla si concretizza. Vestendo la storica maglia numero 9 di Fernando Morientes per la stagione 2009-10, il serbo approfitta di una delle rare chance in campionato per segnare il gol della vittoria sull'Espanyol al 93º il 2 gennaio 2010. Al 13º del match di Coppa contro il Deportivo La Coruña segna di nuovo per il 2-0 parziale alla fine del primo tempo (in un 2-2 finale, sconfitta per 4-3 considerando andata e ritorno). Il 1º maggio, poi, sostituisce David Villa, segnando la doppietta del 2-0 finale all'Espanyol in campionato.
Il 26 maggio 2010 firma un contratto quadriennale per la formazione inglese del Birmingham City, scegliendo la maglia numero 19. L'acquisto avviene a parametro zero, nonostante alcune voci vorrebbero 6 milioni di sterline spesi dal club delle West Midlands per la punta serba. Debutta con la maglia bianco-blu nella gara esterna contro il Sunderland subentrando al 58º a Garry O'Connor. Il suo primo gol arrivò nella vittoria per 3-1 sul Milton Keynes Dons in Carling Cup. In campionato, andò a segno per la prima volta il 16 ottobre 2010, nella partita persa 2-1 con l'Arsenal. Sempre contro l'Arsenal, realizzò il primo gol nella vittoriosa finale di Carling Cup, disputata al Wembley Stadium e terminata 2-1 per i bluenoses. Nonostante ciò, il Birmingham ha terminato la stagione al 18º posto, retrocedendo nel Championship, anche se avrebbe giocato l'Europa League la stagione seguente.
Zigic è rimasto a Birmingham nonostante la retrocessione e ha realizzato la sua prima rete stagionale nella partita casalinga vinta per 1-0 contro il Leeds. Nella partita di ritorno, sempre contro il Leeds ma ad Elland Road, il 31 gennaio 2012, ha realizzato una quaterna, permettendo alla sua squadra di vincere per 4-1. Il 23 gennaio viene eletto capitano della squadra. Al termine della stagione 2013-2014 non rinnova il suo contratto con il Birmingham e rimane quindi svincolato. Il 4 dicembre decide però di tornare con i Blues, firmando un contratto di sei mesi.

### Nazionale
Nonostante le grandi prestazioni con la maglia della Stella Rossa, Žigić colleziona il suo primo gettone con la maglia della nazionale verso la metà del 2005, nonostante avesse debuttato l'anno precedente con il c.t. Ilija Petković. Segna un paio di gol in alcune amichevoli, ed è poi protagonista nel match per le qualificazioni a Germania 2006 contro la Spagna a Madrid, quando è protagonista nell'azione del definitivo pareggio balcanico. La Serbia conferma la propria qualificazione alla rassegna mondiale battendo nella successiva gara casalinga la Bosnia ed Erzegovina: Žigić fornisce a Kežman la palla dell'unico gol del match.
L'unica partita di Žigić da titolare nella Coppa del Mondo 2006 è l'ultima gara del girone C contro la Costa d'Avorio, incontro al quale la Serbia-Montenegro arriva già eliminata a causa delle precedenti sconfitte contro Paesi Bassi (0-1) e Argentina (6-0). L'attaccante segna presto un gol (10º), sfruttando un lancio lungo di Dejan Stanković; la partita finisce poi 3-2, con la vittoria finale degli africani e l'eliminazione ufficiale degli slavi dal torneo senza alcun punto totalizzato.
Nonostante fosse ancora titolare dopo l'arrivo sulla panchina dello spagnolo Javier Clemente, subisce un calo di forma: il 24 marzo 2007 si fa espellere a pochi minuti dalla fine della partita contro il Kazakistan, valida per la qualificazione a Euro 2008. A causa del cartellino rosso salta la sfida contro il Portogallo e, a causa di un intervento chirurgico, non gioca contro la Finlandia.

## Statistiche

### Presenze e reti nei club
| Stagione                     | Squadra                      | Campionato                   | Campionato | Campionato | Coppe nazionali | Coppe nazionali | Coppe nazionali | Coppe continentali | Coppe continentali | Coppe continentali | Altre coppe | Altre coppe | Altre coppe | Totale | Totale |
| Stagione                     | Squadra                      | Comp                         | Pres       | Reti       | Comp            | Pres            | Reti            | Comp               | Pres               | Reti               | Comp        | Pres        | Reti        | Pres   | Reti   |
| ---------------------------- | ---------------------------- | ---------------------------- | ---------- | ---------- | --------------- | --------------- | --------------- | ------------------ | ------------------ | ------------------ | ----------- | ----------- | ----------- | ------ | ------ |
| 1998-1999                    | AIK Bačka Topola             | C                            | 14         | 8          |                 | 0               | 0               |                    | -                  | -                  |             | -           | -           | 14     | 8      |
| 1999-2000                    | AIK Bačka Topola             | C                            | 28         | 28         |                 | 0               | 0               |                    | -                  | -                  |             | -           | -           | 28     | 28     |
| 2000-2001                    | AIK Bačka Topola             | C                            | 34         | 32         |                 | 0               | 0               |                    | -                  | -                  |             | -           | -           | 34     | 32     |
| Totale Bačka Topola          | Totale Bačka Topola          | Totale Bačka Topola          | 76         | 68         |                 | 0               | 0               |                    |                    |                    |             |             |             | 76     | 68     |
| 2001-2002                    | Mornar                       | B                            | 23         | 15         |                 | 0               | 0               |                    | -                  | -                  |             | -           | -           | 23     | 15     |
| 2002-gen. 2003               | Kolubara                     | B                            | 8          | 3          |                 | 0               | 0               |                    | -                  | -                  |             | -           | -           | 8      | 3      |
| gen.-giu. 2003               | Spartak Subotica             | B                            | 11         | 14         |                 | 0               | 0               |                    | -                  | -                  |             | -           | -           | 11     | 14     |
| 2003-2004                    | Stella Rossa                 | SLS                          | 28         | 19         | CS              | ?               | 2               | CU                 | 5                  | 6                  |             | -           | -           | 33     | 27     |
| 2004-2005                    | Stella Rossa                 | SLS                          | 25         | 15         | CJ              | ?               | 2               | UCL+CU             | 2+3                | 3+0                |             | -           | -           | 30     | 20     |
| 2005-2006                    | Stella Rossa                 | SLS                          | 27         | 14         | CJ              | ?               | 2               | UCL+CU             | 4+7                | 2+5                |             | -           | -           | 38     | 23     |
| Totale Stella Rossa Belgrado | Totale Stella Rossa Belgrado | Totale Stella Rossa Belgrado | 80         | 48         |                 | ?               | 6               |                    | 21                 | 16                 |             |             |             | 101    | 70     |
| 2006-2007                    | Racing Santander             | PD                           | 32         | 11         | CR              | 0               | 0               |                    | -                  | -                  |             | -           | -           | 32     | 11     |
| 2007-2008                    | Valencia                     | PD                           | 15         | 1          | CR              | 3               | 4               | UCL                | 3                  | 0                  |             | -           | -           | 21     | 5      |
| 2008-gen. 2009               | Valencia                     | PD                           | 0          | 0          | CR              | 2               | 1               | CU                 | 3                  | 2                  |             | -           | -           | 5      | 3      |
| gen.-giu. 2009               | Racing Santander             | PD                           | 19         | 13         | CR              | 0               | 0               |                    | -                  | -                  |             | -           | -           | 19     | 13     |
| Totale Racing Santander      | Totale Racing Santander      | Totale Racing Santander      | 51         | 24         |                 | 0               | 0               |                    |                    |                    |             |             |             | 51     | 24     |
| 2009-2010                    | Valencia                     | PD                           | 13         | 4          | CS              | 4               | 3               | UEL                | 2+7                | 1+1                |             | -           | -           | 26     | 9      |
| Totale Valencia              | Totale Valencia              | Totale Valencia              | 28         | 5          |                 | 9               | 8               |                    | 15                 | 4                  |             |             |             | 52     | 17     |
| 2010-2011                    | Birmingham City              | PL                           | 25         | 5          | FACup+CdL       | 2+7             | 0+3             |                    | -                  | -                  |             | -           | -           | 34     | 8      |
| 2011-2012                    | Birmingham City              | FLC                          | 35+1       | 11+1       | FACup+CdL       | 1+1             | 0+0             | UEL                | 5                  | 0                  |             | -           | -           | 43     | 12     |
| 2012-2013                    | Birmingham City              | FLC                          | 35         | 9          | FACup+CdL       | 1+0             | 0+0             |                    | -                  | -                  |             | -           | -           | 28     | 8      |
| 2013-2014                    | Birmingham City              | FLC                          | 33         | 8          | FACup+CdL       | 1+1             | 0+0             |                    |                    |                    |             | -           | -           | 35     | 8      |
| 2014-2015                    | Birmingham City              | FLC                          | 9          | 0          | FACup+CdL       | 0+2             | 0+0             |                    |                    |                    |             | -           | -           | 11     | 0      |
| Totale Birmingham City       | Totale Birmingham City       | Totale Birmingham City       | 138        | 37         |                 | 16              | 3               |                    | 5                  | 0                  |             |             |             | 159    | 37     |
| Totale carriera              | Totale carriera              | Totale carriera              | 415        | 211        |                 | 25              | 17              |                    | 41                 | 20                 |             |             |             | 481    | 248    |

### Presenze e reti in nazionale
Serbia e Montenegro
| Cronologia completa delle presenze e delle reti in nazionale ― Serbia e Montenegro | Cronologia completa delle presenze e delle reti in nazionale ― Serbia e Montenegro | Cronologia completa delle presenze e delle reti in nazionale ― Serbia e Montenegro | Cronologia completa delle presenze e delle reti in nazionale ― Serbia e Montenegro | Cronologia completa delle presenze e delle reti in nazionale ― Serbia e Montenegro | Cronologia completa delle presenze e delle reti in nazionale ― Serbia e Montenegro | Cronologia completa delle presenze e delle reti in nazionale ― Serbia e Montenegro | Cronologia completa delle presenze e delle reti in nazionale ― Serbia e Montenegro |
| Data                                                                               | Città                                                                              | In casa                                                                            | Risultato                                                                          | Ospiti                                                                             | Competizione                                                                       | Reti                                                                               | Note                                                                               |
| ---------------------------------------------------------------------------------- | ---------------------------------------------------------------------------------- | ---------------------------------------------------------------------------------- | ---------------------------------------------------------------------------------- | ---------------------------------------------------------------------------------- | ---------------------------------------------------------------------------------- | ---------------------------------------------------------------------------------- | ---------------------------------------------------------------------------------- |
| 31-3-2004                                                                          | Belgrado                                                                           | Serbia e Montenegro                                                                | 0 – 1                                                                              | Norvegia                                                                           | Amichevole                                                                         | -                                                                                  |                                                                                    |
| 8-6-2005                                                                           | Toronto                                                                            | Serbia e Montenegro                                                                | 1 – 1                                                                              | Italia                                                                             | Amichevole                                                                         | 1                                                                                  |                                                                                    |
| 15-8-2005                                                                          | Kiev                                                                               | Polonia                                                                            | 3 – 2                                                                              | Serbia e Montenegro                                                                | Amichevole                                                                         | 1                                                                                  |                                                                                    |
| 17-8-2005                                                                          | Kiev                                                                               | Ucraina                                                                            | 2 – 1                                                                              | Serbia e Montenegro                                                                | Amichevole                                                                         | -                                                                                  |                                                                                    |
| 3-9-2005                                                                           | Belgrado                                                                           | Serbia e Montenegro                                                                | 2 – 0                                                                              | Lituania                                                                           | Qual. Mondiali 2006                                                                | -                                                                                  |                                                                                    |
| 7-9-2005                                                                           | Madrid                                                                             | Spagna                                                                             | 1 – 1                                                                              | Serbia e Montenegro                                                                | Qual. Mondiali 2006                                                                | -                                                                                  |                                                                                    |
| 8-10-2005                                                                          | Vilnius                                                                            | Lituania                                                                           | 0 – 2                                                                              | Serbia e Montenegro                                                                | Qual. Mondiali 2006                                                                | -                                                                                  |                                                                                    |
| 12-10-2005                                                                         | Belgrado                                                                           | Serbia e Montenegro                                                                | 1 – 0                                                                              | Bosnia ed Erzegovina                                                               | Qual. Mondiali 2006                                                                | -                                                                                  |                                                                                    |
| 13-11-2005                                                                         | Nanchino                                                                           | Cina                                                                               | 0 – 2                                                                              | Serbia e Montenegro                                                                | Amichevole                                                                         | 1                                                                                  |                                                                                    |
| 16-11-2005                                                                         | Seul                                                                               | Corea del Sud                                                                      | 0 – 2                                                                              | Serbia e Montenegro                                                                | Amichevole                                                                         | -                                                                                  |                                                                                    |
| 27-5-2006                                                                          | Belgrado                                                                           | Serbia e Montenegro                                                                | 1 – 1                                                                              | Uruguay                                                                            | Amichevole                                                                         | -                                                                                  |                                                                                    |
| 11-6-2006                                                                          | Lipsia                                                                             | Serbia e Montenegro                                                                | 0 – 1                                                                              | Paesi Bassi                                                                        | Mondiali 2006 - 1º turno                                                           | -                                                                                  |                                                                                    |
| 21-6-2006                                                                          | Monaco di Baviera                                                                  | Costa d'Avorio                                                                     | 3 – 2                                                                              | Serbia e Montenegro                                                                | Mondiali 2006 - 1º turno                                                           | 1                                                                                  |                                                                                    |
| Totale                                                                             |                                                                                    | Presenze                                                                           | 13                                                                                 |                                                                                    | Reti                                                                               | 4                                                                                  |                                                                                    |

Serbia
| Cronologia completa delle presenze e delle reti in nazionale ― Serbia | Cronologia completa delle presenze e delle reti in nazionale ― Serbia | Cronologia completa delle presenze e delle reti in nazionale ― Serbia | Cronologia completa delle presenze e delle reti in nazionale ― Serbia | Cronologia completa delle presenze e delle reti in nazionale ― Serbia | Cronologia completa delle presenze e delle reti in nazionale ― Serbia | Cronologia completa delle presenze e delle reti in nazionale ― Serbia | Cronologia completa delle presenze e delle reti in nazionale ― Serbia |
| Data                                                                  | Città                                                                 | In casa                                                               | Risultato                                                             | Ospiti                                                                | Competizione                                                          | Reti                                                                  | Note                                                                  |
| --------------------------------------------------------------------- | --------------------------------------------------------------------- | --------------------------------------------------------------------- | --------------------------------------------------------------------- | --------------------------------------------------------------------- | --------------------------------------------------------------------- | --------------------------------------------------------------------- | --------------------------------------------------------------------- |
| 16-8-2006                                                             | Uherské Hradiště                                                      | Rep. Ceca                                                             | 1 – 3                                                                 | Serbia                                                                | Amichevole                                                            | -                                                                     |                                                                       |
| 2-9-2006                                                              | Belgrado                                                              | Serbia                                                                | 1 – 0                                                                 | Azerbaigian                                                           | Qual. Euro 2008                                                       | 1                                                                     |                                                                       |
| 6-9-2006                                                              | Varsavia                                                              | Polonia                                                               | 1 – 1                                                                 | Serbia                                                                | Qual. Euro 2008                                                       | -                                                                     |                                                                       |
| 7-10-2006                                                             | Belgrado                                                              | Serbia                                                                | 1 – 0                                                                 | Belgio                                                                | Qual. Euro 2008                                                       | 1                                                                     |                                                                       |
| 11-10-2006                                                            | Belgrado                                                              | Serbia                                                                | 3 – 0                                                                 | Armenia                                                               | Qual. Euro 2008                                                       | 1                                                                     |                                                                       |
| 15-11-2006                                                            | Belgrado                                                              | Serbia                                                                | 1 – 1                                                                 | Norvegia                                                              | Amichevole                                                            | -                                                                     |                                                                       |
| 24-3-2007                                                             | Almaty                                                                | Kazakistan                                                            | 2 – 1                                                                 | Serbia                                                                | Qual. Euro 2008                                                       | 1                                                                     |                                                                       |
| 8-9-2007                                                              | Belgrado                                                              | Serbia                                                                | 0 – 0                                                                 | Finlandia                                                             | Qual. Euro 2008                                                       | -                                                                     |                                                                       |
| 12-9-2007                                                             | Lisbona                                                               | Portogallo                                                            | 1 – 1                                                                 | Serbia                                                                | Qual. Euro 2008                                                       | -                                                                     |                                                                       |
| 13-10-2007                                                            | Erevan                                                                | Armenia                                                               | 0 – 0                                                                 | Serbia                                                                | Qual. Euro 2008                                                       | -                                                                     |                                                                       |
| 17-10-2007                                                            | Baku                                                                  | Azerbaigian                                                           | 1 – 6                                                                 | Serbia                                                                | Qual. Euro 2008                                                       | 2                                                                     |                                                                       |
| 21-11-2007                                                            | Belgrado                                                              | Serbia                                                                | 2 – 2                                                                 | Polonia                                                               | Qual. Euro 2008                                                       | 1                                                                     |                                                                       |
| 24-9-2007                                                             | Belgrado                                                              | Serbia                                                                | 1 – 0                                                                 | Kazakistan                                                            | Qual. Euro 2008                                                       | -                                                                     |                                                                       |
| 6-2-2008                                                              | Skopje                                                                | Macedonia                                                             | 1 – 1                                                                 | Serbia                                                                | Amichevole                                                            | -                                                                     |                                                                       |
| 26-3-2008                                                             | Kiev                                                                  | Ucraina                                                               | 2 – 0                                                                 | Serbia                                                                | Amichevole                                                            | -                                                                     |                                                                       |
| 28-5-2008                                                             | Burghausen                                                            | Russia                                                                | 2 – 1                                                                 | Serbia                                                                | Amichevole                                                            | -                                                                     |                                                                       |
| 6-9-2008                                                              | Belgrado                                                              | Serbia                                                                | 2 – 0                                                                 | Fær Øer                                                               | Qual. Mondiali 2010                                                   | 1                                                                     |                                                                       |
| 10-9-2008                                                             | Saint-Denis                                                           | Francia                                                               | 2 – 1                                                                 | Serbia                                                                | Qual. Mondiali 2010                                                   | -                                                                     |                                                                       |
| 11-10-2008                                                            | Belgrado                                                              | Serbia                                                                | 3 – 0                                                                 | Lituania                                                              | Qual. Mondiali 2010                                                   | 1                                                                     |                                                                       |
| 15-10-2008                                                            | Vienna                                                                | Austria                                                               | 1 – 3                                                                 | Serbia                                                                | Qual. Mondiali 2010                                                   | -                                                                     |                                                                       |
| 28-3-2009                                                             | Costanza                                                              | Romania                                                               | 2 – 3                                                                 | Serbia                                                                | Qual. Mondiali 2010                                                   | -                                                                     |                                                                       |
| 1-4-2009                                                              | Belgrado                                                              | Serbia                                                                | 2 – 0                                                                 | Svezia                                                                | Amichevole                                                            | 1                                                                     |                                                                       |
| 10-6-2009                                                             | Tórshavn                                                              | Fær Øer                                                               | 0 – 2                                                                 | Serbia                                                                | Qual. Mondiali 2010                                                   | -                                                                     |                                                                       |
| 12-8-2009                                                             | Pretoria                                                              | Sudafrica                                                             | 1 – 3                                                                 | Serbia                                                                | Amichevole                                                            | -                                                                     | cap.                                                                  |
| 9-9-2009                                                              | Belgrado                                                              | Serbia                                                                | 1 – 1                                                                 | Francia                                                               | Qual. Mondiali 2010                                                   | -                                                                     |                                                                       |
| 10-10-2009                                                            | Belgrado                                                              | Serbia                                                                | 5 – 0                                                                 | Romania                                                               | Qual. Mondiali 2010                                                   | 1                                                                     |                                                                       |
| 14-10-2009                                                            | Marijampole                                                           | Lituania                                                              | 2 – 1                                                                 | Serbia                                                                | Qual. Mondiali 2010                                                   | -                                                                     |                                                                       |
| 18-11-2009                                                            | Londra                                                                | Corea del Sud                                                         | 0 – 1                                                                 | Serbia                                                                | Amichevole                                                            | 1                                                                     |                                                                       |
| 3-3-2010                                                              | Algeri                                                                | Algeria                                                               | 0 – 3                                                                 | Serbia                                                                | Amichevole                                                            | -                                                                     |                                                                       |
| 29-5-2010                                                             | Klagenfurt                                                            | Nuova Zelanda                                                         | 1 – 0                                                                 | Serbia                                                                | Amichevole                                                            | -                                                                     |                                                                       |
| 2-6-2010                                                              | Kufstein                                                              | Polonia                                                               | 0 – 0                                                                 | Serbia                                                                | Amichevole                                                            | -                                                                     |                                                                       |
| 5-6-2010                                                              | Belgrado                                                              | Serbia                                                                | 4 – 3                                                                 | Camerun                                                               | Amichevole                                                            | -                                                                     |                                                                       |
| 13-6-2010                                                             | Pretoria                                                              | Serbia                                                                | 0 – 1                                                                 | Ghana                                                                 | Mondiali 2010 - 1º turno                                              | -                                                                     |                                                                       |
| 18-6-2010                                                             | Port Elizabeth                                                        | Germania                                                              | 0 – 1                                                                 | Serbia                                                                | Mondiali 2010 - 1º turno                                              | -                                                                     |                                                                       |
| 23-6-2010                                                             | Nelspruit                                                             | Australia                                                             | 2 – 1                                                                 | Serbia                                                                | Mondiali 2010 - 1º turno                                              | -                                                                     |                                                                       |
| 11-8-2010                                                             | Belgrado                                                              | Serbia                                                                | 0 – 1                                                                 | Grecia                                                                | Amichevole                                                            | -                                                                     |                                                                       |
| 3-9-2010                                                              | Tórshavn                                                              | Fær Øer                                                               | 0 – 3                                                                 | Serbia                                                                | Qual. Euro 2012                                                       | 1                                                                     |                                                                       |
| 7-9-2010                                                              | Belgrado                                                              | Serbia                                                                | 1 – 1                                                                 | Slovenia                                                              | Qual. Euro 2012                                                       | 1                                                                     |                                                                       |
| 8-10-2010                                                             | Belgrado                                                              | Serbia                                                                | 1 – 3                                                                 | Estonia                                                               | Qual. Euro 2012                                                       | 1                                                                     |                                                                       |
| 17-11-2010                                                            | Sofia                                                                 | Bulgaria                                                              | 0 – 1                                                                 | Serbia                                                                | Amichevole                                                            | 1                                                                     |                                                                       |
| 29-3-2011                                                             | Tallinn                                                               | Estonia                                                               | 1 – 1                                                                 | Serbia                                                                | Qual. Euro 2012                                                       | -                                                                     |                                                                       |
| 7-10-2011                                                             | Belgrado                                                              | Serbia                                                                | 1 – 1                                                                 | Italia                                                                | Qual. Euro 2012                                                       | -                                                                     |                                                                       |
| 11-11-2011                                                            | Santiago de Querétaro                                                 | Messico                                                               | 2 – 0                                                                 | Serbia                                                                | Amichevole                                                            | -                                                                     | cap.                                                                  |
| 14-11-2011                                                            | San Pedro Sula                                                        | Honduras                                                              | 2 – 0                                                                 | Serbia                                                                | Amichevole                                                            | -                                                                     | cap.                                                                  |
| Totale                                                                |                                                                       | Presenze                                                              | 44                                                                    |                                                                       | Reti                                                                  | 16                                                                    |                                                                       |

## Palmarès

### Club
- Campionato serbo: 2

Stella Rossa: 2003-2004, 2005-2006
- Coppa serba: 2

Stella Rossa: 2003-2004, 2005-2006
- Coppa spagnola: 1

Valencia: 2007-2008
- Coppa di lega inglese: 1

Birmingham City: 2010-2011

### Individuale
- Calciatore serbo dell'anno: 1

2007
- Capocannoniere del Campionato serbo: 1

2003-2004 (19 reti)